# St. Gallus (Rhade)

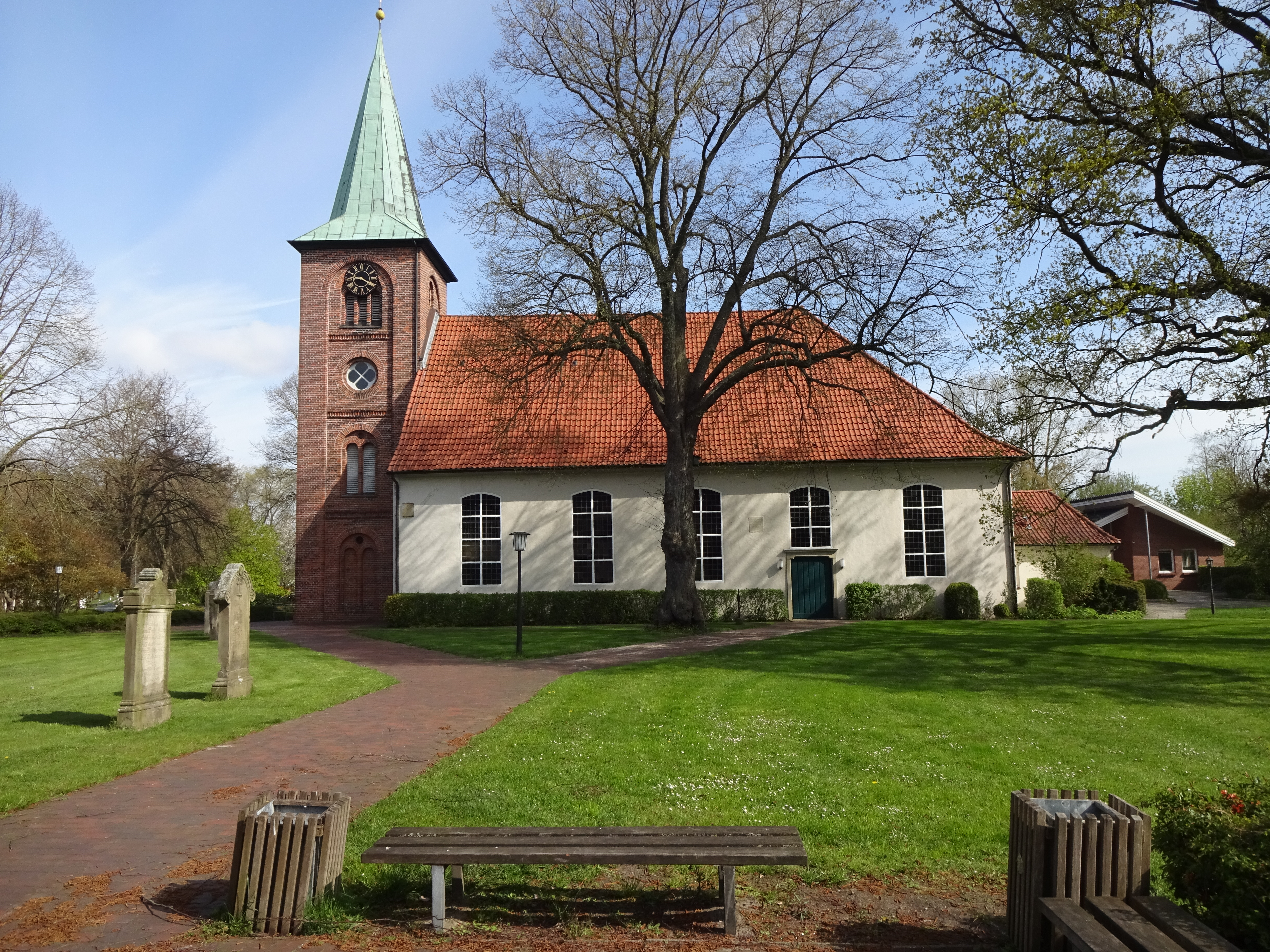
Kirche St. Gallus, von Süden (2021)

Die ev.-luth. Kirche St. Gallus, Hauptstraße 12, in der niedersächsischen Kleinstadt Rhade, Teil der Samtgemeinde Selsingen im Landkreis Rotenburg (Wümme), wurde im 18. Jahrhundert gebaut.
Das Gebäude steht unter Denkmalschutz (siehe auch Liste der Baudenkmale in Rhade).

## Geschichte und Beschreibung
Die stiftsbremische Adelsfamilie der Freiherren von Rahden bewohnte im 12. bis 14. Jahrhundert eine Wasserburg als Stammburg in Rhade. Die erste urkundliche Erwähnung einer Kirche in Rhade stammt von 1336. Im 18. Jahrhundert drohte die alte Kirche einzustürzen; sie wurde abgerissen.
Die Kirche St. Gallus wurde 1768 als einfache rechteckige verputzte Saalkirche mit einem ziegelgedeckten Satteldach mit Walm an der Ostseite in der Zeit des Klassizismus zwischen Haupt- und Schulstraße errichtet. An der Ostseite wurde ein Anbau angefügt. 1811 wurden die Kirche und andere Gebäude des Ortes durch eine Brandkatastrophe geschädigt und bis 1817 die Schäden behoben.
Der viergeschossige neugotische Westturm aus Backstein mit einem kupfernen Knickhelm mit achteckiger Spitze wurde vermutlich um 1860 gebaut.
Der große Kirchhof ist eine Grünfläche um die Kirche mit einigen alten Grabmalen.
Gallus (um 550 bis 640) war ein irischer Wandermönch und Missionar, der im Bodenseeraum wirkte und als Heiliger verehrt wird.
Das Landesdenkmalamt befand u. a.: „…  typischer Vertreter seiner Zeit wie auch aufgrund der städtebaulichen Bedeutung von prägendem Einfluss auf das Ortsbild ….“

## Kirchengemeinde Rhade
Die Kirchengemeinde hat ihren Sitz im Zentrum des Kirchspiels mit den Dörfern Hanstedt, Glinstedt, Ostereistedt und Rhadereistedt sowie den Siedlungen Ehebrock, Flötenkiel, Forstort-Anfang, und den Höfen Balkenwede, Mühlo, Schohöfen und Wennebostel. In der Gemeinde sind aktiv: Jugendgruppe Youtreff, Eltern-Kind-Gruppe, Kirchenchor, Gitarrengruppe, Posaunenchor.
Die Kirchengemeinde unterhält einen Kinderhort.